# Saint-Étienne-de-Chomeil
Saint-Etienne-de-Chomeil – miejscowość i gmina we Francji, w regionie Owernia-Rodan-Alpy, w departamencie Cantal.
Według danych na rok 1990 gminę zamieszkiwało 310 osób, a gęstość zaludnienia wynosiła 11 osób/km² (wśród 1310 gmin Owernii Saint-Etienne-de-Chomeil plasuje się na 546. miejscu pod względem liczby ludności, natomiast pod względem powierzchni na miejscu 245.).